# Michał I Cerulariusz
Michał Cerulariusz, Michael Kerullarios, gr. Μιχαήλ Κηρουλάριος (ur. ok. 1000 w Konstantynopolu, zm. 21 stycznia 1059) – patriarcha Konstantynopola od 25 marca 1043 do 2 listopada 1058.

## Życiorys
Podczas sprawowania przez niego godności patriarszej doszło do wielkiej schizmy wschodniej. Jego siostrzenicą była Eudoksja Makrembolitissa – cesarzowa bizantyjska.